# Józef Podstawka
Józef Antoni Podstawka (ur. 5 stycznia 1938 roku w Lipinach, zm. 12 lutego 2018 roku w Pruszkowie) – polski duchowny rzymskokatolicki.

## Życiorys

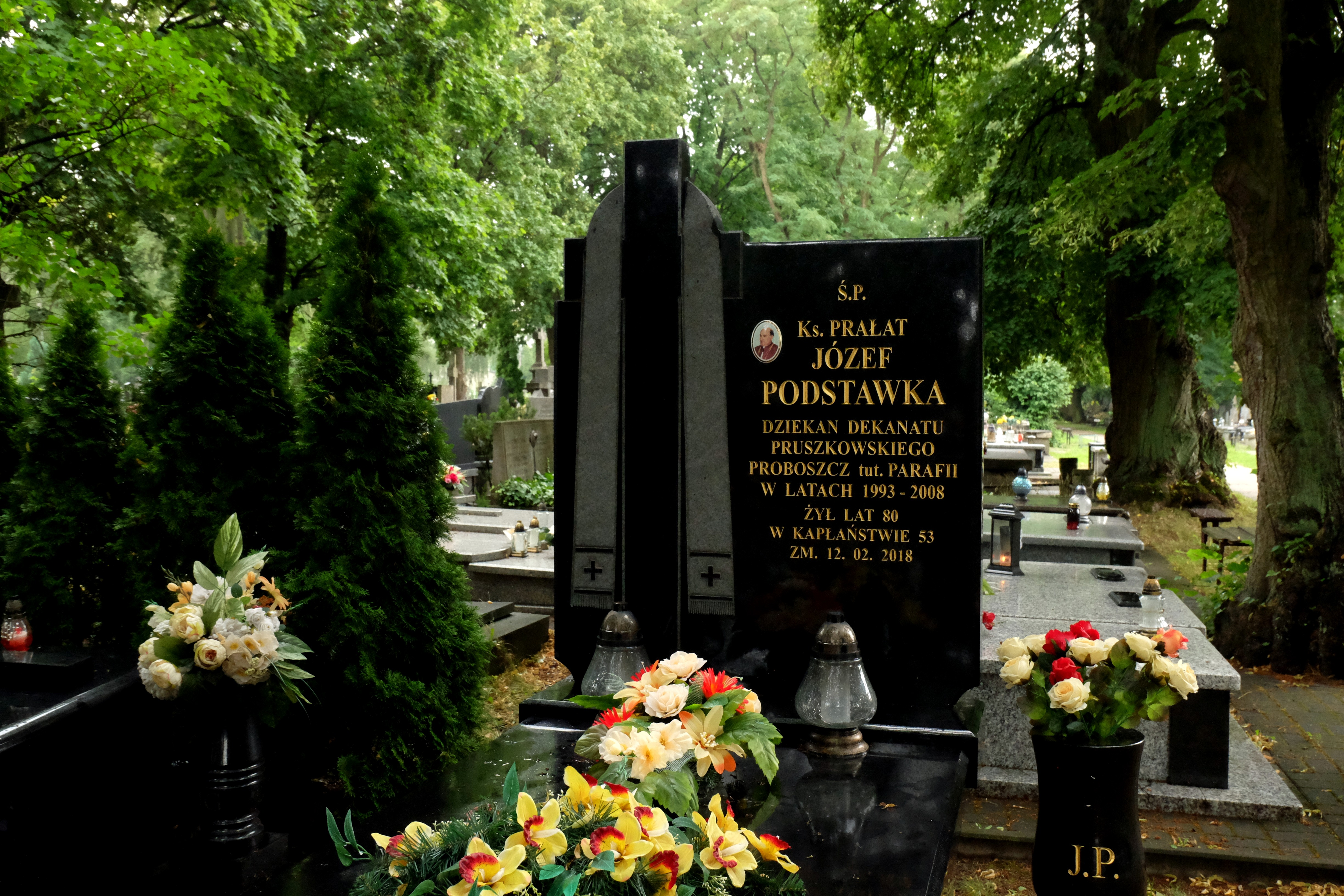
Grób ks. Józefa Podstawki na cmentarzu parafialnym w Pruszkowie

Doktor nauk teologicznych Papieskiego Wydziału Teologicznego w Warszawie, wykładowca homiletyki Wyższego Metropolitalnego Seminarium Duchownego (1984–2003) oraz retoryki w Wilnie (1992–1994). Wikariusz parafii św. Wawrzyńca w Kocierzewie k. Łowicza, kościoła św. Jakuba Apostoła w Krzemienicy k. Rawy Mazowieckiej, parafii Narodzenia Najświętszej Maryi Panny w Sochaczewie i parafii św. Marii Magdaleny w Warszawie na Wawrzyszewie. Proboszcz parafii św. Floriana w Bedlinie, proboszcz i budowniczy kościoła św. Franciszka w Asyżu w Izabelinie k. Warszawy. Szósty proboszcz parafii św. Kazimierza w Pruszkowie (1993–2008). Dziekan dekanatu Warszawa–Bielany (1984–1993) i pruszkowskiego (1993–2008). Kanonik honorowy Kapituły Kolegiackiej Świętej Opatrzności Bożej przy Kolegiacie św. Anny w Wilanowie (1998–2018).
Zmarł 12 lutego 2018 roku w Pruszkowie w wieku 80 lat. Został pochowany na cmentarzu parafialnym w Pruszkowie.

## Odznaczenia
Na wniosek Wojewody Mazowieckiego Zdzisława Sipiery pośmiertnie odznaczony przez prezydenta Rzeczypospolitej Polskiej Andrzeja Dudę Złotym Krzyżem Zasługi.